# Arthur E. Bryson
Pour les articles homonymes, voir Bryson.
Arthur Earl Bryson Jr., né le 7 octobre 1925, est le professeur émérite d'ingénierie Paul Pigott de l'Université Stanford et le "père de la théorie moderne de la commande optimale". Avec Henry J. Kelley, il est également à l'origine d'une première version de la procédure de rétropropagation du gradient,, désormais largement utilisé pour l'apprentissage automatique et les réseaux de neurones artificiels.
Il est membre du programme de formation de la marine américaine V-12 à l'Iowa State College, et y obtient son B.S. en génie aéronautique en 1946. Il obtient son doctorat au California Institute of Technology, en 1951. Sa thèse intitulée An Interferometric Wind Tunnel Study of Transonic Flow past Wedge and Circular Arcs est conseillée par Hans W. Liepmann.
Arthur Bryson est le conseiller en doctorat du théoricien du contrôle de Harvard Yu-Chi Ho.
En 1970, Arthur Bryson est élu membre de l'Académie nationale d'ingénierie des États-Unis pour ses contributions à l'enseignement de l'ingénierie et son application imaginative des méthodes statistiques modernes à l'optimisation de l'ingénierie.

## Prix et distinctions
Il est nommé membre de l'Académie nationale d'ingénierie des États-Unis en 1970 et de la National Academy of Sciences en 1973. Il reçoit le prix IEEE Control Systems Science and Engineering Award en 1984,. le Richard E. Bellman Control Heritage Award en 1990 du American Automatic Control Council (AACC) et la Médaille Daniel-Guggenheim en 2009.